# Diphasiastrum wightianum
Diphasiastrum wightianum är en lummerväxtart som först beskrevs av Nathaniel Wallich, William Jackson Hooker och Grev., och fick sitt nu gällande namn av Josef Holub. Diphasiastrum wightianum ingår i släktet Diphasiastrum och familjen lummerväxter. Inga underarter finns listade i Catalogue of Life.